# Hyannis Port

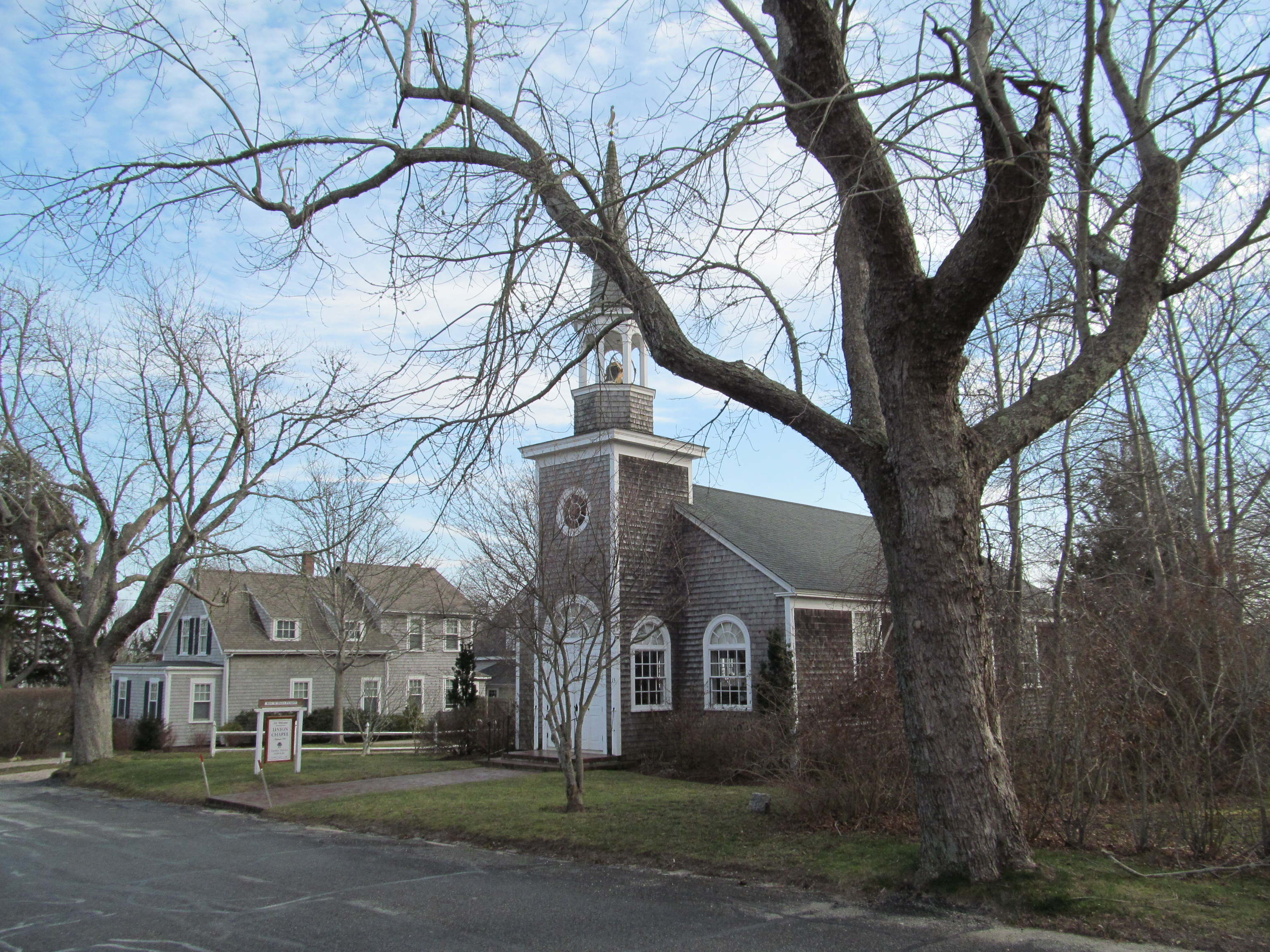
Union Chapel

Hyannis Port è un piccolo villaggio residenziale sito nel territorio della città di Barnstable. È la sede estiva di comunità molto benestante sul porto di Hyannis, a un miglio e mezzo a sud-sudovest del villaggio di Hyannis.

## Comunità
Il villaggio residenziale ha un piccolo Ufficio Postale (cod. postale 02647), di fianco ad un piccolo convenience store ad apertura stagionale. Ospita uno dei primi club di golfisti di Capo Cod, lo Hyannisport Club, ed è anche sede degli West Beach Club e Hyannis Port Yacht Club. Vi sono due edifici religiosi: St. Andrew's-by-the-Sea Episcopal Church e Union Chapel.

## Residenze dei Kennedy
A Hyannis Port ha sede la residenza estiva dei Kennedy, un complesso edilizio che si affaccia sul mare, composto di tre grossi edifici con terreno circostante per un totale di 24 000 m². Gli edifici appartennero specificatamente a Rose Fitzgerald Kennedy, che vi trascorse gli ultimi anni della sua vita e vi morì all'età di 104 anni, John F. Kennedy ed Ethel Skakel Kennedy, mentre Ted Kennedy aveva una sua dimora a Hyannis Port ma fuori dal complesso edilizio degli altri.

## Demografia
Secondo il censimento del 2000 il 1 aprile vi erano a Hyannis Port 193 unità abitative con una popolazione residente di 115 persone che vivevano in 46 unità abitative.